# Maison Boyer-Vidal
Pour les articles homonymes, voir Boyer et Vidal.
La maison Boyer-Vidal est une maison remarquable de l'île de La Réunion, département d'outre-mer français dans le sud-ouest de l'océan Indien.

## Historique
Située dans le centre-ville de Saint-Denis au numéro 72 de la rue Roland-Garros, elle est inscrite monument historique depuis le 17 décembre 2015. Du fait de son époque d'aménagement, il bénéficie également du label « Patrimoine du XXe siècle ».